# Sagittarius A
Sagittarius A (abbreviazione standard Sgr A) è una radiosorgente luminosa e molto complessa, posta al centro della Via Lattea, nella costellazione del Sagittario. Appare fortemente oscurata dalle nebulose oscure presenti nei bracci di spirale antistanti.
In passato gli astronomi hanno realizzato due teorie in base a Sagitarius A. La prima teoria, attribuita al premio nobel per la fisica 2020 Reinhard Genzel è che Sagittarius A contenga un buco nero supermassiccio situato nel cuore della Via Lattea. La seconda teoria, attribuita a cercatori italiani, colombiani ed argentini è che Sagittarius A non contenga un buco nero ma un ammasso di materia oscura con una massa pari a 4 milioni di volte di quella del Sole. Per quanto fosse spesso prediletta quest'ultima ipotesi (anche perché un oggetto chiamato G2 è passato illeso nella zona dove era ipotizzato esserci il buco nero) è stata ufficialmente confermata la prima teoria, tanto che il 12 maggio 2022 è stata mostrata la prima immagine del buco nero supermassiccio Sagittarius A* da parte del team dell'Event Horizon Telescope.    
Sagittarius A è formato da tre componenti: il resto di supernova Sagittarius A Est, la struttura spiraliforme Sagittarius A Ovest e una sorgente di onde radio molto brillante e compatta al centro della spirale della struttura ovest, chiamata Sagittarius A* (l'asterisco sulla A la differenzia dalle altre componenti).

## Caratteristiche

### Sagittarius A Est
È una struttura le cui dimensioni si aggirano sui 25 anni-luce; ha l'aspetto di un resto di supernova, un'esplosione avvenuta tra i 10.000 ed i 100.000 anni fa. Per creare una simile struttura, l'esplosione deve essere stata dalle 50 alle 100 volte più potente di una normale esplosione di supernova; si suppone che Sgr A Est sia ciò che resta di una stella entrata nel campo gravitazionale del buco nero centrale, dal quale la sua massa sarebbe stata fortemente compressa e deformata. Questa sorgente emette radiazione di sincrotrone, quindi non termica.

### Sagittarius A Ovest

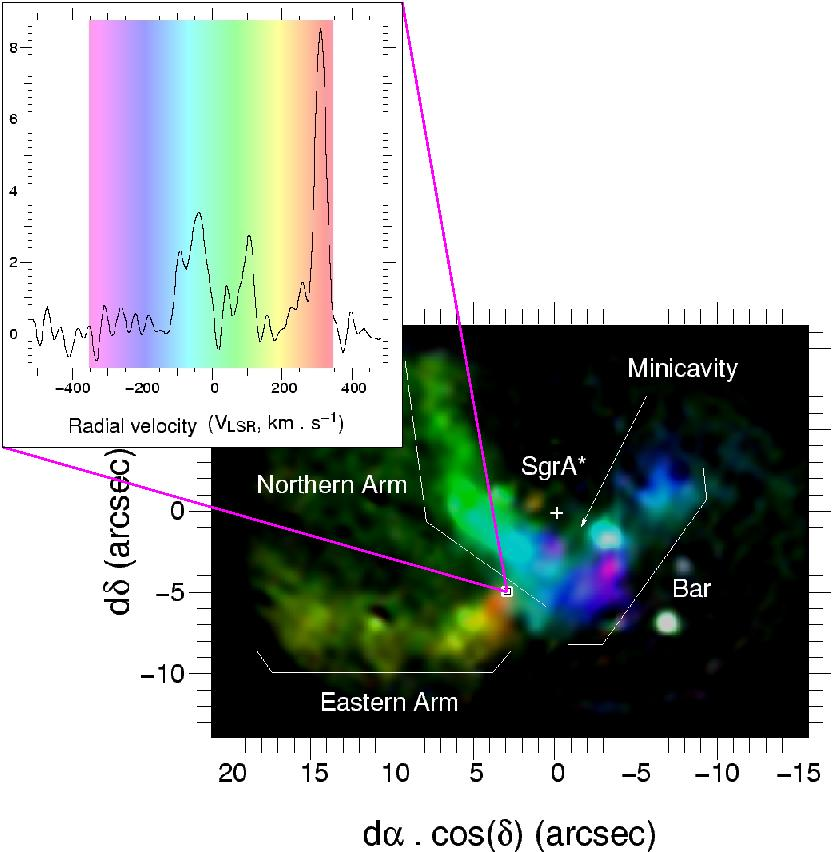
Luminosità superficiale e velocità di campo della parte interna di Sagittarius A Ovest

Ha l'aspetto di una spirale a tre bracci, e per questa ragione è conosciuta col nome di "Minispirale". Tuttavia, sia l'aspetto che il soprannome possono trarre in inganno: infatti, la vera struttura tridimensionale dell'oggetto non ha l'aspetto di una spirale; Sgr Ovest è formato da polveri e nubi interstellari, attirate dall'orbita di Sagittarius A*, nel quale precipitano ad una velocità di circa 1000 km/s. I gas dei Sagittarius A Ovest sono ionizzati, grazie alla presenza di una popolazione OB di oltre un centinaio di stelle posto nelle vicinanze.
Sgr A Ovest è inoltre circondato da una massa di gas molecolare più fredda, il "Disco Circumnucleare" (CND). La natura e la cinematica del braccio settentrionale di Sgr A Ovest suggeriscono che in precedenza fosse parte del CND, e che in seguito "cadde" a seguito di perturbazioni, come quella che avrebbe potuto generare l'esplosione dell'oggetto che creò Sgr A Est. Il braccio nord appare come una cresta di emissione estesa in senso nord-sud, molto luminosa.
L'arco occidentale è invece interpretato come una nube ionizzata nella parte interna del CND. Il braccio esterno e la barra sembrano essere due grandi nubi simili a quelle del braccio settentrionale, sebbene non abbiano in comune la stessa orbita planare. La loro massa è stata stimata pari a circa 20 masse solari ciascuno.
Oltre a queste grandi strutture principali, possono essere osservate piccole fessure e "buchi" fra le nubi, la più notevole delle quali è chiamata "Minicavità"; la sua origine potrebbe essere dovuta al vento solare di una stella massiccia non chiaramente identificata.

### Sagittarius A*
Al centro della Via Lattea c'è una radiosorgente molto intensa, precisamente al centro della struttura spiraliforme di Sgr A Ovest. Perciò, alcuni astronomi credono che questa sorgente corrisponda ad un buco nero molto massiccio. Il Very Large Telescope e il Keck Telescope hanno identificato stelle la cui orbita è fortemente influenzata da quest'oggetto, al punto da ruotargli intorno a velocità nettamente superiori a quelle delle normali orbite stellari. Una di queste stelle, catalogata come S2, sembra vi orbiti attorno con una velocità superiore ai 5000 km/s.